# Nikki
Nikki es una comuna beninesa perteneciente al departamento de Borgou. Es considerada la capital tradicional del pueblo bariba.
En 2013 tenía 232 habitantes, de los cuales 109 vivían en el arrondissement de Nikki.
Se ubica en el este del departamento y su territorio es fronterizo con el estado nigeriano de Kwara.

## Subdivisiones
Comprende los siguientes arrondissements:
- Biro
- Gnanhoun
- Gnonkourakali
- Nikki
- Ouénou
- Sérékalé
- Suya
- Tasso